# Economia socialista
L'economia socialista comprende l'insieme delle teorie economiche, delle pratiche e le norme dei sistemi economici socialisti ipotetici ed esistenti.
Il sistema economico socialista è caratterizzato dalla proprietà sociale e dallo sfruttamento dei mezzi di produzione, i quali possono assumere diverse forme tra cui quella di cooperative autonome o di proprietà pubblica diretta tramite quale viene effettuata la produzione esclusivamente e direttamente per l'uso. Ciò che contraddistingue i sistemi socialisti è l'utilizzo dei mercati per allocare input e beni capitali tra le unità economiche: ciò viene definito come socialismo di mercato. Quando viene utilizzata la pianificazione, il sistema economico è designato come "economia pianificata socialista".
L'economia socialista è stata associata a molteplici scuole di pensiero economico. L'economia marxista ha fornito una base per il socialismo basato sull'analisi del capitalismo, l'economia neoclassica e l'economia evolutiva hanno provveduto a fornire modelli globali di socialismo. Nel corso del XX secolo, le proposte e i modelli sia per le economie pianificate che per il socialismo di mercato erano fortemente basati sull'economia neoclassica o al massimo, su una sintesi di economia neoclassica con influenze da parte dell'economia marxista o istituzionale.
La definizione di economia socialista può anche essere applicata all'analisi dei sistemi economici precedenti ed esistenti che sono stati implementati negli stati socialisti, così come nelle opere dell'economista ungherese János Kornai.

## Storia del pensiero economico socialista
Karl Marx e Friedrich Engels credevano che le società di cacciatori-raccoglitori e alcune società agricole primitive fossero di tipo comunista, chiamato comunismo primitivo.
I valori del socialismo hanno radici nelle istituzioni precapitaliste dell'Europa medievale; lo sviluppo della sua teoria economica riflette principalmente e risponde ai cambiamenti monumentali causati dalla dissoluzione del feudalesimo e dall'emergenza di relazioni sociali specificamente capitaliste. Come tale, il socialismo è comunemente considerato un movimento appartenente all'era moderna. Molti socialisti hanno considerato la loro ideologia come forma di conservazione e l'estensione delle idee umanistiche radicali espresse nella dottrina dell'Illuminismo come il Discorso sull'ineguaglianza di Jean-Jacques Rousseau, i Limits of State Action di Wilhelm von Humboldt o l'insistente difesa di Immanuel Kant verso la rivoluzione francese.
Il capitalismo si è sviluppato in forma matura a causa dei problemi sollevati nel momento in cui un sistema basato sulle fabbriche industriali, il quale richiede investimenti a lungo termine e che comporta una buona dose di rischi è stato introdotto in un quadro commerciale (mercantilista) internazionalizzato. Storicamente parlando, le esigenze più urgenti di questo nuovo sistema erano una fornitura sicura degli elementi industriali (terra, macchinari elaborati e lavoro) e questi imperativi portarono alla mercificazione di questi elementi.
Secondo il racconto classico dell'influente storico socialista Karl Polanyi, la traumatica e improvvisa trasformazione della terra, del denaro e soprattutto del lavoro in merci da assegnare tramite un meccanismo di mercato autonomo era vista come una rottura aliena e disumana del tessuto sociale preesistente. Karl Marx aveva descritto questo fenomeno sotto una luce simile, riferendosi ad esso come parte del processo di "accumulazione primitiva" in base al quale viene accumulato abbastanza capitale iniziale per iniziare la produzione capitalistica. La dislocazione descritta da Polyani e altri ha innescato contromovimenti naturali negli sforzi per reinserire l'economia nella società. Questi contromovimenti, che includevano, ad esempio, le ribellioni luddiste, sono considerati movimenti socialisti embrionali.
Come notò anche Polanyi, questi contromovimenti erano per lo più movimenti di risposta e quindi non erano classificabili a pieni titolo come movimenti socialisti. La maggior parte delle richieste non andò oltre il desiderio di mitigare i peggiori effetti del mercato capitalista. Più tardi, si sviluppò un programma socialista completo, esso sosteneva la trasformazione sistemica. I suoi teorici credevano che anche se i mercati e la proprietà privata fossero stati in qualche modo domati, in modo da non essere eccessivamente "sfruttatori", o se le crisi potessero essere efficacemente mitigate e gestite, le relazioni sociali capitalistiche sarebbero comunque risultate significativamente ingiuste e antidemocratiche, andando così a sopprimere i bisogni umani universali, quali quello di soddisfazione, di responsabilizzazione, di lavoro creativo, di diversità e anche quello di solidarietà.
Il socialismo di questo contesto ha subito quattro periodi: il primo nel XIX secolo fu un periodo caratterizzato principalmente da visioni utopiche (1780-1850); in seguito ci fu l'ascesa dei movimenti socialisti e comunisti rivoluzionari nel XIX secolo come forma di opposizione e reazione all'ascesa delle corporazioni e dell'industrializzazione (1830-1916); la polarizzazione del socialismo attorno alla questione dell'Unione Sovietica e l'adozione di politiche socialiste o socialdemocratiche in risposta (1916-1989); e la risposta del socialismo all'era neoliberale (1990–). Contemporaneamente allo sviluppo del socialismo, vi è anche lo sviluppo del sistema economico socialista.

### Socialismo utopico
Le prime teorie che arrivarono a contenere il termine "socialismo" iniziarono ad essere formulate alla fine del XVIII secolo, e vennero definite sotto il nome di "socialismo" all'inizio del XIX secolo. I punti cardine del socialismo di questo periodo riguardavano lo sfruttamento di coloro che lavoravano da parte di coloro che possedevano capitale o affittavano terreni e abitazioni. Le classi lavoratrici sembravano destinate alla miseria, alla povertà e alla malattia, e ciò divenne fonte d'ispirazione per una serie di scuole di pensiero che sostenevano che la vita sotto una classe di padroni, o "capitalisti" come stavano per essere chiamati, sarebbe consistita in classi lavoratrici ridotte ai salari di sussistenza.
Le idee socialiste trovarono espressione nei movimenti utopici. Questi includevano molti movimenti religiosi, come il socialismo cristiano degli Shaker in America e degli Hutteriti. Il kibbutzim sionista e i comuni della controcultura sono anche manifestazioni di idee socialiste utopiche.
Il socialismo utopico aveva però ben poco da offrire in termini di una teoria sistematica dei fenomeni economici. I problemi economici sarebbero dovuti essere eliminati da una società utopica che avrebbe trasceso la scarsità materiale. Si potrebbe supporre che le piccole comunità con uno spirito comune avrebbero potuto talvolta risolvere i problemi di allocazione.

### Socialismo ed economia politica classica
Le prime teorie organizzate dell'economia socialista furono significativamente influenzate dalla teoria economica classica, inclusi elementi di Adam Smith, Thomas Robert Malthus e David Ricardo. Di Smith esiste una concezione di un bene comune non fornito dal mercato, un'analisi di classe, una preoccupazione per gli aspetti disumanizzanti del sistema industriale e il concetto di affitto come improduttivo. Ricardo sosteneva che la classe di affitto era parassitaria. Questi elementi, uniti alla possibilità di un "eccesso generale", un accumulo eccessivo di capitale per produrre beni in vendita piuttosto che per uso, diventarono il fondamento di una critica crescente del concetto che i mercati liberi con la concorrenza erano sufficienti per prevenire disastrose recessioni economiche se la necessità di espansione portava inevitabilmente alla guerra.

### Economia politica socialista prima di Marx

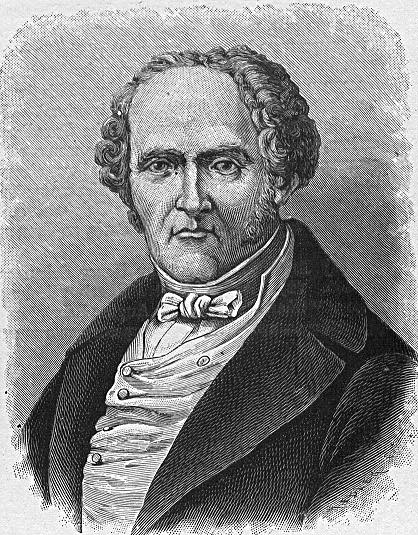
Charles Fourier, influente primo pensatore socialista francese

Uno dei primi fondamentali teorici socialisti dell'economia politica fu Pierre-Joseph Proudhon. Fu il più noto tra i teorici mutualisti del diciannovesimo secolo e il primo pensatore a riferirsi a se stesso come un anarchico. Altri erano: tecnocrati come Henri de Saint-Simon, radicali agrari come Thomas Spence, William Ogilvie e William Cobbett; anticapitalisti come Thomas Hodgskin; socialisti comunitari e utopici come Robert Owen, William Thompson e Charles Fourier; socialisti anti-mercato come John Gray e John Francis Bray; il mutualista cristiano William Batchelder Greene; ci furono anche teorici del movimento cartografico e anche alcuni tra i primi sostenitori del sindacalismo.
I primi sostenitori del socialismo promossero il livellamento sociale al fine di creare una società meritocratica o tecnocratica basata sul talento individuale. Il conte Henri de Saint-Simon fu il primo individuo a coniare il termine "socialismo". Saint-Simon era affascinato dall'enorme potenziale della scienza e della tecnologia, che lo portò a sostenere una società socialista che avrebbe eliminato gli aspetti più confusionari del capitalismo e che si sarebbe basata su un sistema di pari opportunità.
Altri pensatori socialisti furono influenzati dagli economisti classici. I socialisti ricardiani, come Thomas Hodgskin e Charles Hall, si basavano sul lavoro di David Ricardo e argomentavano che il valore di equilibrio delle merci si avvicinava ai prezzi della produzione quando quelle merci erano in offerta elastica e che questi prezzi di produzione corrispondevano al lavoro incorporato.

### Karl Marx eIl Capitale

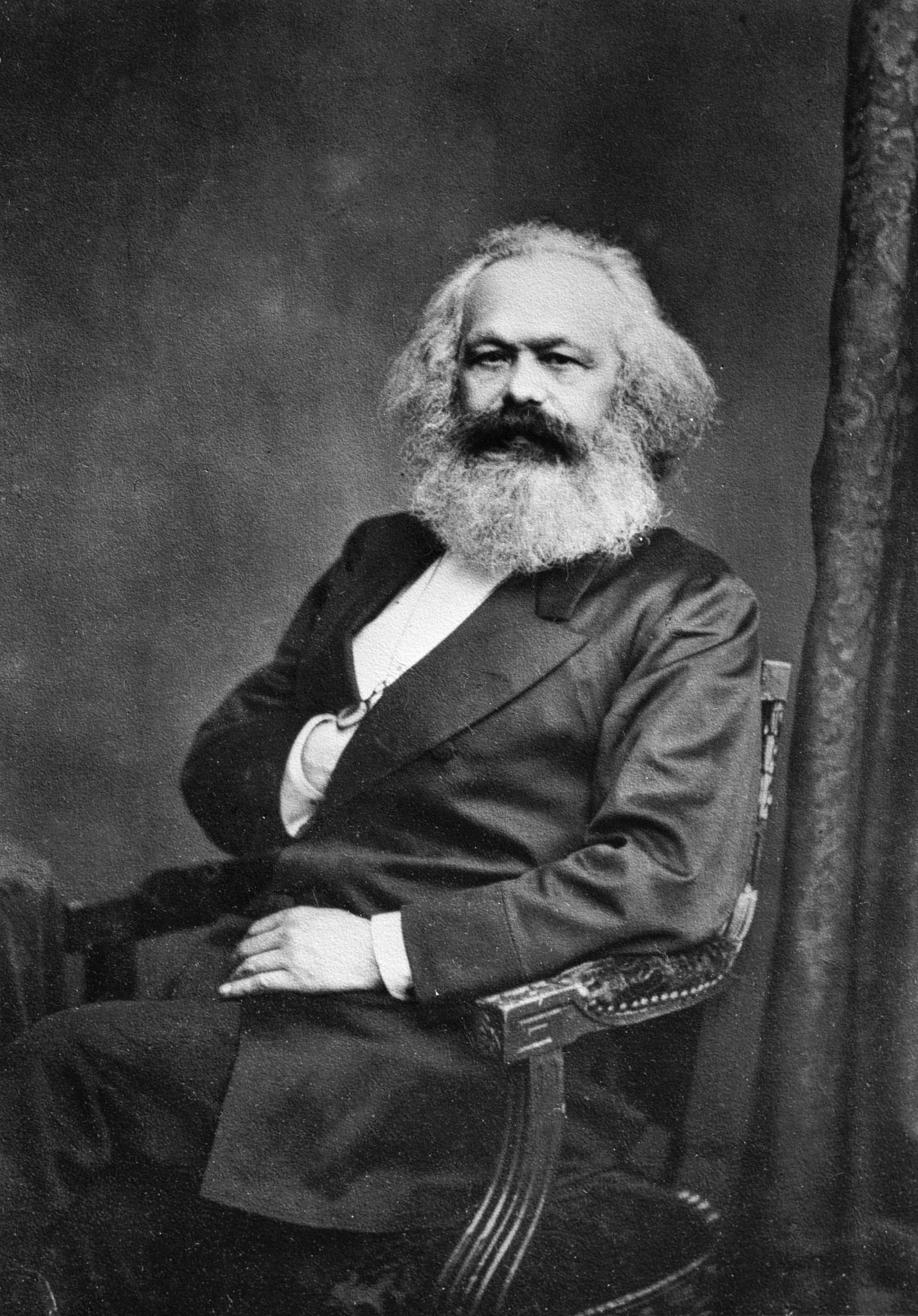
Karl Marx, influente pensatore ed economista socialista tedesco

Karl Marx impiegò un'analisi sistematica nel tentativo di chiarire le leggi contraddittorie del movimento capitalista, nonché di esporre i meccanismi specifici con cui esso sfruttava e alienava. Modificò radicalmente le teorie economiche politiche classiche. Marx trasformò la teoria del valore del lavoro, che era stata elaborata da Adam Smith e David Ricardo, nella sua "legge del valore", e la usò allo scopo di rivelare come il feticismo delle merci oscuri la realtà della società capitalista.
Il suo approccio, che Friedrich Engels avrebbe chiamato "socialismo scientifico", rappresentò il punto di svolta della teoria economica. In una direzione sono andati coloro che hanno respinto il sistema capitalista come fondamentalmente antisociale, sostenendo che non potrebbe mai essere sfruttato per realizzare efficacemente il pieno sviluppo delle potenzialità umane in cui "il libero sviluppo di ciascuno è la condizione per il libero sviluppo di tutti".
Il Capitale di Marx è un'opera incompleta di teoria economica; aveva pianificato quattro volumi ma ne aveva completati due e aveva lasciato al suo collaboratore Engels il compito di completare il terzo. In molti modi, il lavoro è modellato su La ricchezza delle nazioni di Smith. Il lavoro comprende i seguenti argomenti:
- Teoria marxiana del valore: la produzione capitalistica è la produzione di "un'immensa moltitudine di merci" o produzione di merci generalizzata. Una merce ha due qualità essenziali in primo luogo: sono utili e soddisfano alcuni desideri umani, "la natura di tali desideri, sia che, ad esempio, provengano dallo stomaco o dalla fantasia, non fa differenza"[15] e in secondo luogo sono venduti su un mercato o borsa. Criticamente il valore di scambio di una merce "è indipendente dalla quantità di lavoro richiesta per appropriarsi delle sue qualità utili". Tuttavia, dipende piuttosto dalla quantità di lavoro socialmente necessario richiesto per produrlo.
- Rapporti di proprietà storica: il capitalismo storico rappresenta un processo di grande sconvolgimento sociale in cui le masse rurali erano separate dalla terra e dalla proprietà dei mezzi di produzione dalla forza, deprivazione e dalla manipolazione legale, creando un proletariato urbano totalmente dipendente dal concetto di lavoro subordinato. Inoltre, i rapporti di proprietà capitalista hanno aggravato la separazione artificiale tra città e campagna, che è un fattore chiave per rendere conto della frattura metabolica tra gli esseri umani nel capitalismo e il loro ambiente naturale, che è alla radice dei nostri attuali dilemmi ecologici.[16]
- Feticismo delle merci: Marx ha adattato la precedente teoria del valore per dimostrare che nel capitalismo i fenomeni coinvolti nel sistema dei prezzi (mercati, concorrenza, offerta e domanda) costituiscono una potente ideologia che oscura le relazioni sociali sottostanti della società capitalista. "Feticismo delle merci" si riferisce a questa distorsione dell'apparenza. La realtà sociale di base è di sfruttamento economico.
- Sfruttamento economico: i lavoratori sono la fonte creativa fondamentale di nuovo valore. I rapporti di proprietà che offrono ai capitalisti il diritto di usufrutto e il controllo dispotico del posto di lavoro sono i dispositivi con cui il plusvalore creato dai lavoratori viene ottenuto dai capitalisti.
- Accumulo di capitale: inerente al capitalismo è l'incessante spinta ad accumulare come risposta alle forze competitive che agiscono su tutti i capitalisti. In tale contesto la ricchezza accumulata, che è la fonte del potere sociale del capitalista, deriva dalla sua capacità di ripetizione del circuito di Denaro→Merci→Denaro, dove il capitalista riceve un incremento o "plusvalore" superiore al proprio investimento iniziale, nel modo più rapido ed efficiente possibile. Inoltre, questo imperativo guida porta il capitalismo alla sua espansione su scala mondiale.
- Crisi: Marx ha identificato le barriere naturali e storicamente specifiche (cioè strutturali) all'accumulo che sono state interrelate e si compenetrano a vicenda in tempi di crisi. Diversi tipi di crisi, come le crisi di realizzazione e di sovrapproduzione, sono espressioni dell'incapacità del capitalismo di superare costruttivamente tali barriere. Inoltre, il risultato delle crisi è una maggiore centralizzazione, l'espropriazione di molti capitalisti da parte di pochi.
- Centralizzazione: le forze interagenti della concorrenza, le crisi endemiche, l'intensa ed estesa espansione della scala di produzione e una crescente interdipendenza con l'apparato statale, promuovono tutti una forte tendenza allo sviluppo verso la centralizzazione del capitale.
- Sviluppo materiale: come risultato della sua costante spinta ad ottimizzare la redditività aumentando la produttività del lavoro, tipicamente rivoluzionando la tecnologia e le tecniche di produzione, il capitalismo si sviluppa in modo da ridurre progressivamente la necessità oggettiva di lavoro, suggerendo il potenziale per una nuova era di forme creative di lavoro e ampliato lo spazio per il tempo libero.
- Socializzazione e pre-condizioni per la rivoluzione sociale: socializzando il processo lavorativo, concentrando i lavoratori in contesti urbani in processi di produzione su larga scala e collegandoli in un mercato mondiale, vengono creati gli agenti di un potenziale cambiamento rivoluzionario. Così Marx sentì che nel corso del suo sviluppo il capitalismo stava nello stesso tempo sviluppando le condizioni preliminari per la propria negazione.

### Economia anarchica
L'economia anarchica è definita come l'insieme di teorie e pratiche dell'economia e dell'attività economica all'interno della più ampia filosofia politica dell'anarchismo.
Pierre-Joseph Proudhon fu coinvolto dai mutualisti di Lione e in seguito adottò questo nome per descrivere i suoi stessi insegnamenti. Il mutualismo è una scuola di pensiero anarchica che ha origine proprio negli scritti di Proudhon, il quale immaginava una società in cui ogni persona potesse possedere un mezzo di produzione, individualmente o collettivamente, con scambi che rappresentavano quantità equivalenti di lavoro nel libero mercato. Parte integrante del sistema era la creazione di una banca di mutuo credito che avrebbe concesso prestiti ai produttori a un tasso di interesse minimo, abbastanza alto da coprire l'amministrazione. Il mutualismo si basa su una teoria del valore del lavoro secondo la quale quando il lavoro o il suo prodotto viene venduto, in cambio, esso dovrebbe ricevere beni o servizi che incarnano "la quantità di lavoro necessaria per produrre un articolo esattamente simile e uguale utilità". Ricevere qualcosa di meno sarebbe paragonabile allo sfruttamento, al furto di manodopera o all'usura. 

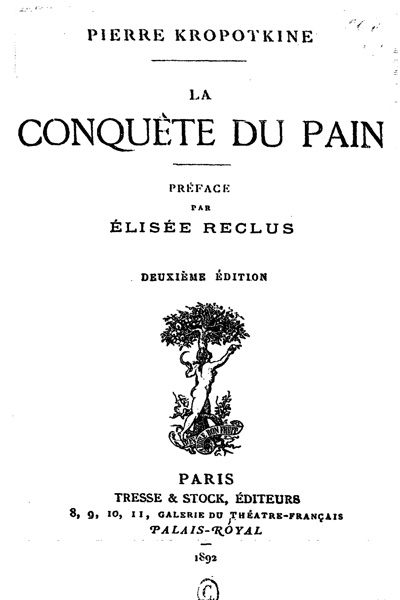
La conquista del pane di Pëtr Kropotkin, lavoro influente che presenta la visione economica dell'anarco-comunismo

L'anarchismo collettivista è una dottrina rivoluzionaria che sostiene l'abolizione dello stato e della proprietà privata dei mezzi di produzione. Al contrario, prevede che i mezzi di produzione siano posseduti, controllati e gestiti dai produttori stessi attraverso un sistema collettivista. Una volta avvenuta la collettivizzazione, le retribuzioni dei lavoratori sarebbero determinate nelle organizzazioni democratiche in base al periodo di tempo necessario alla contribuzione della produzione. L'anarchismo collettivista è più comunemente associato a Michail Bakunin alle sezioni anti-autoritarie della Prima Internazionale e si può anche associare al movimento anarchico spagnolo.
L'anarco-comunismo è una teoria dell'anarchismo che sostiene l'abolizione totale dello stato, della proprietà privata e del capitalismo a favore della proprietà comune dei mezzi di produzione, democrazia diretta e una rete orizzontale di associazioni di volontariato e consigli di fabbrica con produzione e consumo basati sul principio guida: "da ciascuno secondo le capacità, a ciascuno secondo le necessità". A differenza del mutualismo, dell'anarchismo collettivista e del marxismo, l'anarco-comunismo difeso da Pëtr Kropotkin ed Errico Malatesta respinge in toto la teoria del valore del lavoro, preferendo invece sostenere un'economia del dono e basando la distribuzione sul bisogno individuale di ogni persona. Come coerente e moderna filosofia economico-politica, l'anarco-comunismo fu formulato per la prima volta nella sezione italiana della Prima Internazionale da Carlo Cafiero, Emilio Covelli, Errico Malatesta, Andrea Costa e altri ex repubblicani mazziniani. All'inizio del 1880, buona parte del movimento anarchico europeo aveva adottato una posizione di matrice anarco-comunista, sostenendo l'abolizione del lavoro salariato e della necessità di una distribuzione in base alle necessità.

### Dopo Marx
I socialisti non rivoluzionari sono stati ispirati dagli scritti di John Stuart Mill, e in seguito di John Maynard Keynes e dei keynesiani, che hanno fornito giustificazioni teoriche al coinvolgimento dello stato nelle economie di mercato capitaliste. Secondo i keynesiani, se i cicli economici potessero essere smussati dalle proprietà nazionali delle industrie e da investimenti statali, l'antagonismo di classe sarebbe efficacemente domato. Sostengono che si formerebbe un patto tra il lavoro e la classe capitalista e che non ci sarebbe bisogno di una rivoluzione.
Gli economisti di stampo marxista hanno esteso diverse tendenze basate su interpretazioni molto dissimili tra loro delle principali idee di Marx, come la "legge del valore" e la teoria della crisi. La scuola monopolista capitalista ha visto i tentativi di Paul A. Baran e Paul Sweezy di modificare la teoria dello sviluppo capitalista di Marx - la quale era basata sul presupposto della concorrenza sui prezzi - per riflettere l'evoluzione in uno stadio in cui sia l'economia che lo stato erano soggetti al influenza dominante delle maggiori e più potenti corporazioni.
L'analisi dei sistemi-mondo ha riaffermato con forza le idee di Marx. Nel 1979, Immanuel Wallerstein affermò:
 Oggi non ci sono sistemi socialisti nell'economia mondiale più di quanto non esistano sistemi feudali perché esiste un solo sistema mondiale. È un'economia mondiale ed è per definizione di forma capitalista. Il socialismo implica la creazione di un nuovo tipo di sistema mondiale, né un impero mondiale ridistributivo né un'economia mondiale capitalista ma un governo mondiale socialista. Non vedo questa proiezione come minimamente utopica, ma non sento nemmeno che la sua istituzione sia imminente. Sarà il risultato di una lunga lotta sociale in forme che possono essere familiari e forse in pochissime forme, che avrà luogo in tutte le aree dell'economia mondiale. 
Piero Sraffa cercò di costruire una teoria del valore che spiegasse la normale distribuzione dei prezzi in un'economia, nonché quella del reddito e della crescita economica. Riuscì così a scoprire che il prodotto netto o il surplus nella sfera della produzione era determinato dall'equilibrio del potere contrattuale tra lavoratori e capitalisti; inoltre scoprì che era anche influenzato da fattori di natura non economica, specialmente sociali e politici.
Importante seguito ha avuto anche la tendenza di tipo mutualistico associata a Pierre-Joseph Proudhon, andando così ad influenzare lo sviluppo del socialismo libertario, del comunismo anarchico, del sindacalismo e del distributismo.

## Caratteristiche
Un'economia socialista è un sistema di produzione in cui beni e servizi sono prodotti direttamente per l'uso, a differenza di un sistema economico capitalista, in cui beni e servizi sono prodotti per generare profitto (e quindi indirettamente per l'uso). "La produzione sotto il socialismo sarebbe direttamente ed esclusivamente per l'uso. Con le risorse naturali e tecniche del mondo tenute in comune e controllate democraticamente, l'unico scopo della produzione sarebbe quello di soddisfare i bisogni umani". La produzione in un'economia socialista è quindi "pianificata" o "coordinata" e non risente del ciclo economico, il quale viene considerato come tipico ed esclusivo dell'economia capitalista. Nella maggior parte delle teorie socialiste, la pianificazione economica si applica solo ai fattori di produzione e non all'assegnazione di beni e servizi prodotti per il consumo, che verrebbero distribuiti attraverso un mercato.
La proprietà dei mezzi di produzione varia tra nelle diverse teorie socialiste. In alcune la proprietà si caratterizza come proprietà pubblica da parte di un apparato statale (statalismo); in altre proprietà diretta da parte degli utenti della proprietà produttiva attraverso la cooperativa dei lavoratori (società cooperativa); o di proprietà comune di tutta la società.
La gestione e il controllo delle attività delle imprese si basano sull'autogestione e sull'autogoverno, con pari rapporti di potere sul luogo di lavoro per massimizzare l'autonomia professionale. Una forma di organizzazione socialista eliminerebbe le gerarchie di controllo in modo che rimanga solo una gerarchia basata sulle conoscenze tecniche sul posto di lavoro. Ogni membro avrebbe lo stesso potere decisionale nell'azienda e sarebbe in grado di partecipare alla definizione dei suoi obiettivi politici generali. Le politiche e gli obiettivi sarebbero realizzati dagli specialisti tecnici che formano la gerarchia coordinatrice dell'azienda, che stabilirebbe piani o direttive per la comunità di lavoro per raggiungere questi obiettivi.
Tuttavia, le economie degli ex stati socialisti, esclusa la Jugoslavia, erano basate sull'amministrazione burocratica, dall'alto verso il basso delle direttive economiche e sul micromanagement del lavoratore sul posto di lavoro ispirato ai modelli capitalistici di gestione scientifica. Di conseguenza, alcuni movimenti socialisti hanno sostenuto che tali economie non erano socialiste a causa della mancanza di pari rapporti di potere sul posto di lavoro, della conclamata presenza di una nuova "élite" e della produzione di merci che ha avuto luogo in queste economie. Questi sistemi economici e sociali sono stati classificati come "collettivisti burocratici", "capitalisti di stato" o "stati proletari deformati" dai suoi critici. L'esatta natura dell'Unione Sovietica in toto rimane irrisolta all'interno di detti movimenti socialisti. Tuttavia, altri movimenti socialisti hanno difeso i sistemi esistenti nell'Europa orientale e nell'Unione Sovietica, ricordando, come detto sopra, che ci sono diversi modi di instaurare una proprietà pubblica dei mezzi di produzione.

### Pianificazione economica
La pianificazione economica è un meccanismo per l'assegnazione di input economici e il processo decisionale basato sull'allocazione diretta, in contrasto con il meccanismo di mercato, che si basa su un'allocazione di tipo indiretta. Un'economia basata sulla pianificazione economica si appropria delle sue risorse secondo necessità, in modo tale che l'allocazione si presenti sotto forma di trasferimenti interni piuttosto che di transazioni di mercato che comportano l'acquisto di attività da parte di un'agenzia governativa o impresa da parte di un'altra. Il processo decisionale è svolto da lavoratori e consumatori a livello aziendale.
La pianificazione economica non è sinonimo del concetto di economia pianificata, che esisteva in Unione Sovietica e si basava su un'amministrazione altamente burocratica dell'intera economia secondo un piano globale formulato da un'agenzia di pianificazione centrale che specificava i requisiti di produzione per unità produttive e ha cercato di microgestire le decisioni e le politiche di tutte le diverse imprese. L'economia di comando si basa sul modello organizzativo di un'impresa capitalista, ma la applica all'intera economia.
Vari sostenitori della pianificazione economica sono stati convinti critici delle economie di comando e della pianificazione centralizzata. Ad esempio, Lev Trockij credeva che i pianificatori centrali, indipendentemente dalla loro capacità intellettuale, operassero senza l'input e la partecipazione di milioni di persone che partecipano all'economia e che comprendono meglio di loro le condizioni locali e i rapidi cambiamenti nell'economia. Pertanto, i pianificatori centrali non sarebbero in grado di coordinare efficacemente tutte le attività economiche a causa della mancanza di tali informazioni di natura informale.
La pianificazione economica nel socialismo assume una forma diversa rispetto alla pianificazione economica nelle economie miste capitaliste (come dirigismo, banca centrale e pianificazione indicativa); nel primo caso la pianificazione si riferisce alla produzione del valore d'uso in modo diretto (pianificazione della produzione), mentre nel secondo caso la pianificazione si riferisce alla pianificazione dell'accumulazione di capitale al fine di stabilizzare o aumentare l'efficienza del processo stesso.

### Anticapitalismo
L'obiettivo dell'economia socialista è di neutralizzare il capitale (o, nel caso del socialismo di mercato, di sottoporre investimenti e capitale ad una pianificazione sociale), per coordinare la produzione di beni e servizi per soddisfare direttamente la domanda (al contrario del mercato- necessità indotte) e di eliminare il ciclo economico e le crisi di sovrapproduzione che si verificano a seguito di un'economia basata sull'accumulazione di capitale e sulla proprietà privata nei mezzi di produzione.
I socialisti in genere mirano a raggiungere una maggiore uguaglianza nel processo decisionale e negli affari economici, a garantire ai lavoratori un maggiore controllo dei mezzi di produzione e del loro posto di lavoro e ad eliminare lo sfruttamento indirizzando il plusvalore ai dipendenti. Il libero accesso ai mezzi di sussistenza è un requisito per la libertà, perché garantisce che tutto il lavoro sia volontario e che nessuna classe o individuo abbia il potere di costringere gli altri a svolgere un lavoro considerato come alienante.
L'obiettivo finale per i socialisti marxisti è l'emancipazione del lavoro dal lavoro alienante, e quindi la libertà di dover svolgere tale lavoro per ricevere l'accesso alle necessità materiali per la vita. Si sostiene che la libertà dalla necessità massimizzerebbe la libertà individuale, poiché gli individui sarebbero in grado di perseguire i propri interessi e sviluppare i propri talenti senza essere costretti a svolgere lavoro per altri soggetti (l'élite di potere o la classe dirigente in questo caso) attraverso meccanismi di controllo sociale, come il mercato del lavoro e lo stato.

### Teorie del valore economico
Le teorie economiche socialiste basano il valore di un bene o servizio sul suo valore d'uso, anziché sul suo costo di produzione (teoria del valore del lavoro) o sul suo valore di scambio (utilità marginale). Altre teorie socialiste, come il mutualismo e il socialismo di mercato, tentano di applicare la teoria del valore del lavoro al socialismo, in modo che il prezzo di un bene o servizio sia adeguato per eguagliare la quantità di tempo di lavoro impiegato nella sua produzione. Il tempo di lavoro impiegato da ciascun lavoratore corrisponderebbe ai crediti di lavoro, che sarebbero utilizzati come valuta per acquisire beni e servizi. I socialisti del mercato che basano i loro modelli sull'economia neoclassica, e quindi sull'utilità marginale, come Oskar Lange e Abba Lerner, hanno proposto che le imprese di proprietà pubblica fissino il loro prezzo a parità di costo marginale, ottenendo la cosiddetta efficienza di pareto o ottimo paretiano. L'anarco-comunismo, come difeso da Pëtr Kropotkin ed Errico Malatesta, ha respinto la teoria del lavoro sul valore e lo scambio del valore stesso, ha sostenuto un'economia del dono e ha basato la distribuzione sul bisogno.

## Modelli e sistemi economici
Robin Hahnel e Michael Albert identificano cinque diversi modelli economici all'interno della più ampia economia socialista:
- Impresa pubblica pianificata centralmente in un'economia in cui tutte le proprietà sono di proprietà dello Stato e tutte le decisioni economiche chiave sono prese centralmente dallo Stato, ad esempio l'ex Unione Sovietica.
- Economia di mercato delle imprese pubbliche gestite dallo Stato, una forma di socialismo di mercato che tenta di utilizzare il meccanismo dei prezzi per aumentare l'efficienza economica, mentre tutti i beni produttivi decisivi rimangono di proprietà dello Stato, ad esempio l'economia di mercato socialista in Cina dopo le riforme.
- Un'economia mista, anche un'economia capitalista in cui la proprietà pubblica e privata sono miste e in cui la pianificazione industriale è in definitiva subordinata all'allocazione del mercato, il modello generalmente adottato dai socialdemocratici, ad esempio nella Svezia del ventesimo secolo. Molte diverse proposte per i sistemi economici socialisti richiedono un tipo di economia mista, in cui coesistono più forme di proprietà sui mezzi di produzione.
- Economie di mercato gestite da dipendenti di imprese pubbliche, un'altra forma di socialismo di mercato in cui unità di produzione di proprietà pubblica e gestite da dipendenti si impegnano nello scambio di beni e servizi sul mercato libero tra loro e con i consumatori finali, ad esempio la Jugoslavia della metà del XX secolo, altri due teorici i modelli sono la teoria dell'utilizzo progressivo e la democrazia economica di Prabhat Ranjan Sarkar.
- Pianificazione partecipativa dell'impresa pubblica, un'economia caratterizzata dalla proprietà sociale dei mezzi di produzione con allocazione basata su un'integrazione della pianificazione democratica decentralizzata, ad esempio comunismo apolide, socialismo libertario. Un incipiente antenato storico è quello della Catalogna durante la Rivoluzione spagnola. I modelli teorici più sviluppati includono quelli di Karl Polanyi, l'economia partecipativa, la democrazia inclusiva e il modello di coordinamento negoziato di Pat Devine, così come nell'opuscolo di Cornelius Castoriadis I consigli dei lavoratori e l'economia di una società autogestita.[40]

János Kornai identifica cinque distinti tipi di socialismo:
- Concezione classica / marxista, in cui il socialismo è una fase dello sviluppo economico in cui il lavoro salariato, la proprietà privata nei mezzi di produzione e le relazioni monetarie sono state ridondate attraverso lo sviluppo delle forze produttive, in modo che l'accumulazione di capitale sia stata sostituita dalla pianificazione economica. Pianificazione economica in questa definizione significa allocazione consapevole degli input economici e dei mezzi di produzione da parte dei produttori associati per massimizzare direttamente i valori d'uso in contrapposizione ai valori di scambio, in contrasto con l'"anarchia della produzione" del capitalismo.
- Walrasian / Socialista di mercato che definisce il socialismo come proprietà pubblica o imprese cooperative in un'economia di mercato, con i prezzi per i beni di produzione fissati attraverso un metodo di prova ed errore da un comitato centrale di pianificazione. In questa prospettiva, il socialismo è definito in termini di diritti di proprietà pubblica de jure rispetto alle grandi imprese.
- Concezione leninista, che comprende una forma di organizzazione politica basata sul controllo dei mezzi di produzione e di governo da parte di un unico apparato del partito politico che pretende di agire nell'interesse della classe lavoratrice e un'ideologia ostile verso i mercati e il dissenso politico, con il coordinamento di attività economica attraverso una pianificazione economica centralizzata (una "economia di comando").
- Concetto socialdemocratico, basato sul modo di produzione capitalistico, che definisce il socialismo come un insieme di valori piuttosto che un tipo specifico di organizzazione sociale ed economica. Comprende il sostegno incondizionato alla democrazia parlamentare, i tentativi graduali e riformisti di instaurare il socialismo e il sostegno a cause socialmente progressiste. I socialdemocratici non si oppongono al mercato o alla proprietà privata; cercano invece di migliorare gli effetti del capitalismo attraverso uno stato sociale, che si basa sul mercato come entità di coordinamento fondamentale nell'economia e un grado di proprietà pubblica / fornitura pubblica di beni pubblici in un'economia altrimenti dominata dall'impresa privata.
- Modello dell'Asia orientale, o economia di mercato socialista, basato su un'accumulazione di capitale prevalentemente di libero mercato, a scopo di lucro e sostanziale proprietà privata insieme alla proprietà statale di industrie strategiche monopolizzate da un singolo partito politico. Alla fine János Kornai lascia al lettore la classificazione di questo modello (come socialista o capitalista).[41]

Il socialismo può essere diviso in socialismo di mercato e socialismo pianificato in base a quale viene considerato il meccanismo dominante di allocazione delle risorse. Un'altra distinzione può essere fatta tra il tipo di strutture di proprietà di diversi sistemi socialisti (pubblici, cooperativi o comuni) e sulla forma dominante di gestione economica all'interno dell'economia (gerarchica o autogestita).

### Democrazia economica
La democrazia economica è un modello di socialismo di mercato sviluppato principalmente dall'economista americano David Schweickart. Nel modello di Schweickart, le imprese e le risorse naturali sono di proprietà della società sotto forma di servizi bancari pubblici e la gestione è scelta dai lavoratori all'interno di ciascuna impresa. I profitti sono poi distribuiti tra i lavoratori della rispettiva impresa.

### Modello Lange– Lerner
Il modello di Lange-Lerner prevede la proprietà pubblica dei mezzi di produzione e l'utilizzo di un approccio di prova ed errore per raggiungere i prezzi di equilibrio da parte di un comitato centrale di pianificazione. Il consiglio centrale di pianificazione sarebbe responsabile della fissazione dei prezzi attraverso un approccio di prova ed errore per stabilire i prezzi di equilibrio, agendo efficacemente come astratto banditore walrasiano nell'economia walrasiana. I dirigenti delle imprese statali verrebbero incaricati di fissare i prezzi a parità di costo marginale (P = MC), in modo da raggiungere l'equilibrio economico e l'efficienza di Pareto. Il modello di Lange fu ampliato dall'economista americano Abba Lerner e divenne noto come teorema di Lange-Lerner, in particolare il ruolo del dividendo sociale. Tra i più importanti precursori del modello Lange ricordiamo gli economisti neoclassici Enrico Barone e Fred Manville Taylor.

### Economia autogestita
L'economia autogestita è una forma di socialismo in cui le imprese sono possedute e gestite dai lavoratori, annullando efficacemente la dinamica del capitalismo datore di lavoro (o lavoro salariato) ed enfatizzando l'opposizione all'alienazione, all'auto-gestione e all'aspetto cooperativo del socialismo. I membri di società cooperative sono relativamente liberi di gestire i propri affari e programmi di lavoro come meglio credono. Questo modello è stato sviluppato in modo più ampio dagli economisti jugoslavi Branko Horvat, Jaroslav Vanek e dall'economista americano Benjamin Ward.

### Impresa autodiretta del lavoratore
L'impresa autonoma del lavoratore è una proposta recente sostenuta dall'economista americano marxiano Richard D. Wolff. In questo modello vi sono elementi di somiglianza con il modello di autogestione socialista in quanto i dipendenti possiedono e dirigono le loro imprese, ma attribuiscono un ruolo maggiore alla gestione eletta democraticamente all'interno di un'economia di mercato.

### Socialismo fattibile
Socialismo fattibile era il nome che Alec Nove dava alle sue linee guida al socialismo nel suo lavoro The Economics of Feasible Socialism. Secondo Nove, questo modello di socialismo è "fattibile" perché può essere realizzato nella vita di chiunque viva oggi. Esso Implica una combinazione di imprese pubbliche e dirette centralmente per industrie su larga scala, imprese pubbliche autonome, cooperative di proprietà dei consumatori e dei lavoratori per la maggior parte dell'economia e proprietà privata per le piccole imprese. È un'economia mista basata sul mercato che include un ruolo sostanziale per l'interventismo macroeconomico e la pianificazione economica indicativa.

### Pragmatico socialismo di mercato
L'economista americano James Yunker ha descritto in dettaglio un modello in cui la proprietà sociale dei mezzi di produzione è raggiunta nello stesso modo in cui la proprietà privata viene raggiunta nel capitalismo moderno attraverso il sistema azionario che separa tutte le funzioni di gestione dalla proprietà. Yunker sostiene che la proprietà sociale può essere raggiunta avendo un ente pubblico, designato come Ufficio di proprietà pubblica (BPO), che possiede le azioni di società quotate in borsa senza influire sull'allocazione basata sul mercato degli input di capitale. Questo modello è definito come socialista di mercato pragmatico perché non richiede enormi cambiamenti nella società e lascerebbe intatto il sistema di gestione esistente e sarebbe almeno efficiente quanto il capitalismo moderno fornendo al contempo risultati sociali superiori come la proprietà pubblica di grandi e affermate imprese consentirebbe di distribuire i profitti tra l'intera popolazione in un dividendo sociale piuttosto che passare in gran parte a una classe di ereditarietà dei renditori.

### Economia partecipativa
L'economia partecipativa utilizza principalmente il processo decisionale partecipativo come meccanismo economico per guidare la produzione, il consumo e l'allocazione delle risorse in una determinata società.

### Allocazione gestita da computer
Vi sono poi, varie proposte per l'utilizzo del coordinamento informatico e della tecnologia informatica per il coordinamento e l'ottimizzazione dell'allocazione delle risorse (nota anche come cibernetica) all'interno di un'economia sono state delineate da vari socialisti, economisti e scienziati informatici, tra cui Oskar Lange, l'ingegnere sovietico Viktor Gluškov, e più recentemente Paul Cockshott e Allin Cottrell.

### Economia peer-to-peer e open source
L'"era dell'informazione in rete" ha permesso lo sviluppo e l'emergere di nuove forme di organizzazione della produzione di valore in accordi che non sono di mercato, ma che sono stati definiti produzione paritaria basata su beni comuni, insieme alla negazione della proprietà e al concetto di proprietà nello sviluppo di software sotto forma di open source e open design.

### Coordinamento negoziato
L'economista Pat Devine ha creato un modello di coordinamento chiamato "coordinamento negoziato", che si basa sulla proprietà sociale dei soggetti che sono interessati all'uso dei beni coinvolti, con decisioni prese da coloro che si trovano al livello di produzione maggiormente localizzato.

## Elementi di socialismo in pratica
Sebbene un certo numero di sistemi economici siano esistiti con vari attributi socialisti o siano stati considerati socialisti dai loro sostenitori, quasi tutti i sistemi economici elencati di seguito hanno in gran parte conservato i più tipici elementi del capitalismo come il lavoro salariato, l'accumulazione di capitale e la produzione di merci. Tuttavia, vari elementi di un'economia socialista sono stati implementati o sperimentati in varie economie nel corso della storia.
Varie forme di attributi organizzativi socialisti sono esistite come modi secondari di produzione però trovatesi nel contesto di un'economia capitalista nel corso della storia — esempi di questo includono le imprese cooperative in un'economia capitalista e il movimento emergente del software libero basato sulla produzione peer-to-peer sociale.

### Economie pianificate centralmente
Un'economia pianificata centralmente combina la proprietà pubblica dei mezzi di produzione con una pianificazione statale centralizzata. Questo modello è solitamente associato all'economia pianificata in stile sovietico. In un'economia pianificata centralmente, le decisioni relative alla quantità di beni e servizi da produrre sono pianificate in anticipo da un'agenzia di pianificazione dello Stato centrale. Nei primi anni della pianificazione sovietica, il processo si basava su un numero selezionato di flussi fisici con input mobilitati per raggiungere obiettivi di produzione espliciti misurati in unità naturali o tecniche. L'economia sovietica è stata portata in equilibrio dall'interconnessione di tre serie di calcoli, vale a dire la creazione di un modello che incorpora e considera insieme i saldi di produzione, forza lavoro e finanza. L'esercizio è stato svolto annualmente e ha comportato un processo di iterazione (il "metodo di approssimazione successiva"). Sebbene nominalmente un'economia "pianificata a livello centrale", in realtà la formulazione del piano ha avuto luogo a un livello molto più locale del processo di produzione mentre le informazioni venivano trasmesse dalle imprese ai ministeri di pianificazione. Oltre alle economie dell'URSS e del blocco orientale, questo modello economico è stato utilizzato anche dalla Repubblica Popolare Cinese, dalla Repubblica Socialista del Vietnam, dalla Repubblica di Cuba e dalla Repubblica Popolare Democratica di Corea.

#### Unione Sovietica
L'Unione Sovietica e alcuni dei suoi alleati europei miravano a un'economia pianificata a livello centrale. Dispensarono quasi interamente di proprietà privata sui mezzi di produzione. Tuttavia, i lavoratori erano ancora effettivamente pagati con un salario per il loro lavoro. Alcuni credono che secondo la teoria marxista questo avrebbe dovuto essere un passo verso un autentico stato operaio, mentre alcuni marxisti considerano questo un fraintendimento riguardo alle opinioni di Marx sul materialismo storico e alle sue opinioni sul processo di socializzazione.
Le caratteristiche di questo modello di economia erano:
- Quote di produzione per ogni unità produttiva: un'azienda agricola, una miniera o una fabbrica sono state giudicate in base al fatto che la sua produzione rispettasse la quota. Sarebbe dotato di una quota degli input necessari per avviare la produzione, quindi la sua quota di produzione verrebbe eliminata e consegnata alle unità di produzione a valle o distribuita ai consumatori.
- Assegnazione attraverso il controllo politico: contrariamente ai sistemi in cui i prezzi determinavano l' allocazione delle risorse, nell'Unione Sovietica, l'allocazione, in particolare dei mezzi di produzione, era determinata dalla burocrazia. I prezzi che sono stati costruiti sono stati fatti così dopo la formulazione del piano economico, e tali prezzi non hanno influenzato le scelte su ciò che è stato prodotto e su come è stato prodotto in primo luogo.
- Piena occupazione: ad ogni lavoratore veniva assicurato un impiego, ma i lavoratori non erano generalmente diretti al lavoro. L'amministrazione centrale della pianificazione ha adeguato i tassi dei salari relativi per influenzare la scelta del lavoro in conformità con gli schemi del piano attuale.
- Eliminazione delle merci mediante pianificazione: se si accumulasse un surplus di un prodotto, l'autorità centrale di pianificazione ridurrebbe la quota per la sua produzione o aumenterebbe la quota per il suo utilizzo.
- Piani quinquennali per lo sviluppo a lungo termine delle industrie chiave.

Il sistema di pianificazione nell'Unione Sovietica fu introdotto da Stalin tra il 1928 e il 1934. Dopo la seconda guerra mondiale, nei sette paesi con governi comunisti nell'Europa centro-orientale, nel 1951 fu introdotta una pianificazione centrale con piani di cinque (o sei) anni sul modello sovietico. Nazionalizzazione dell'industria, dei trasporti e del commercio, gli appalti obbligatori in agricoltura (ma non la collettivizzazione) e il monopolio del commercio estero erano caratteristiche comuni. I prezzi sono stati in gran parte determinati sulla base dei costi degli input, un metodo derivato dalla teoria del valore del lavoro. I prezzi non hanno quindi incentivato le imprese di produzione i cui input sono stati invece volutamente razionati dal piano centrale. Questa "pianificazione tesa" iniziò intorno al 1930 nell'Unione Sovietica e fu attenuata solo dopo le riforme economiche del 1966-1968, quando le imprese furono incoraggiate a realizzare profitti.
Lo scopo dichiarato della pianificazione secondo il partito comunista era quello di consentire alle persone attraverso il partito e le istituzioni statali di intraprendere attività che non sarebbero state possibili nel caso di un'economia di mercato (ad esempio, la rapida espansione dell'istruzione universale e dell'assistenza sanitaria, lo sviluppo urbano con alloggi di massa di buona qualità e sviluppo industriale di tutte le regioni del paese). Tuttavia, i mercati hanno continuato a esistere nelle economie socialiste pianificate. Anche dopo la collettivizzazione in Unione Sovietica negli anni trenta, i membri della fattoria collettiva e chiunque avesse un orto privato erano liberi di vendere i propri prodotti (i lavoratori agricoli venivano spesso pagati in natura). Dal 1956-1959 in poi tutti i controlli in tempo di guerra sulla forza lavoro furono rimossi e la gente poteva applicare e lasciare i lavori liberamente nell'Unione Sovietica. L'uso dei meccanismi di mercato è andato più lontano in Jugoslavia, Cecoslovacchia e Ungheria. Dal 1975 i cittadini sovietici avevano il diritto di dedicarsi all'artigianato privato e nel 1981 gli agricoltori collettivi potevano allevare e vendere il bestiame privatamente. Va anche notato che le famiglie erano libere di disporre del proprio reddito quando lo desideravano e che i redditi erano sottoposti ad una leggera tassazione.

##### Critiche sulla matrice socialista del modello sovietico
Vari studiosi ed economisti politici hanno criticato l'affermazione secondo cui l'economia pianificata centralmente, e in particolare il modello sovietico di sviluppo economico, costituisce una forma di socialismo. Sostengono che l'economia sovietica era strutturata sull'accumulazione di capitale e sull'estrazione di plusvalore dalla classe lavoratrice da parte dell'agenzia di pianificazione al fine di reinvestire questo surplus nell'economia e di distribuirlo a dirigenti e alti funzionari, indicando che l'Unione Sovietica (e altre economie in stile sovietico) erano economie di capitalismo di stato. Più fondamentalmente, queste economie sono ancora strutturate attorno alle dinamiche di stampo capitalista: l'accumulo di capitale e la produzione a scopo di lucro (al contrario di essere basati sulla produzione per l'uso - il criterio di definizione per il socialismo), non hanno ancora trasceso il sistema del capitalismo ma sono in realtà una variazione del capitalismo basata su un processo di accumulazione diretta dallo stato.
Dall'altra parte dell'argomentazione vi sono coloro che sostengono che non è stato generato alcun plusvalore dall'attività lavorativa o dai mercati delle materie prime nelle economie socialiste pianificate e quindi affermano che non vi era alcuno sfruttamento di classe, anche se vi era l'esistenza di disuguaglianze. Dato che i prezzi erano controllati e fissati al di sotto dei livelli di compensazione del mercato, non vi era alcun elemento di "valore aggiunto" nel punto vendita come avviene nelle economie di mercato capitalistiche. I prezzi sono stati determinati prendendo in considerazione il costo medio degli input, inclusi salari, tasse, interessi su azioni e capitale circolante e quote per coprire il recupero degli investimenti e per gli ammortamenti, quindi non vi era alcun "margine di profitto" nel prezzo addebitato ai clienti. I salari non riflettevano il corrispondente prezzo di acquisto del lavoro poiché il lavoro non era un bene scambiato in un mercato e le organizzazioni che impiegavano non possedevano i mezzi di produzione. I salari sono stati fissati a un livello che ha permesso un tenore di vita dignitoso e ha premiato le competenze specialistiche e i titoli di studio. In termini macroeconomici, il piano ha assegnato l'intero prodotto nazionale ai lavoratori sotto forma di salari per uso proprio dei lavoratori, con una frazione trattenuta per investimenti e importazioni dall'estero. La differenza tra il valore medio dei salari e il valore della produzione nazionale per lavoratore non implicava l'esistenza di plusvalore poiché faceva parte di un piano formulato intenzionalmente per lo sviluppo della società. Inoltre, la presenza di disuguaglianze nelle economie pianificate socialiste non implicava l'esistenza di una classe sfruttatrice. In Unione Sovietica i membri del partito comunista sono stati in grado di acquistare beni in negozi speciali e l'élite della leadership ha approfittato delle proprietà statali per vivere in alloggi più spaziosi e talvolta di lusso. Sebbene abbiano ricevuto privilegi non comunemente disponibili e quindi un reddito aggiuntivo in natura, non vi è stata alcuna differenza nella loro retribuzione ufficiale rispetto ai loro coetanei. I dirigenti e i lavoratori delle imprese hanno ricevuto solo i salari e i bonus relativi agli obiettivi di produzione stabiliti dalle autorità di pianificazione. Al di fuori del settore cooperativo, che godeva di maggiori libertà economiche e i cui profitti erano condivisi tra tutti i membri della cooperativa, non vi era alcuna classe di profitto.
Altri critici socialisti sottolineano la mancanza di relazioni sociali socialiste in queste economie - in particolare la mancanza di autogestione, un'élite burocratica basata su poteri gerarchici e centralizzati di autorità e la mancanza di un autentico controllo operaio sui mezzi di produzione - che li conduce alla conclusione che non erano socialisti ma né collettivismo burocratico o capitalismo di stato. I trotskisti sostengono che essi non siano né socialisti né capitalisti, bensì stati proletari deformati.
Questa analisi è coerente con le tesi di aprile di Lenin, secondo le quali l'obiettivo della rivoluzione bolscevica non era l'introduzione del socialismo, che si sarebbe potuto stabilire solo su scala mondiale, ma era destinato a portare la produzione e lo stato sotto il controllo dei sovietici dei deputati dei lavoratori. Inoltre, questi "stati comunisti" spesso non dichiarano di aver raggiunto il socialismo nei loro paesi; al contrario, affermano di costruire e lavorare per l'istituzione del socialismo nei loro paesi. Ad esempio, il preambolo della costituzione della Repubblica socialista del Vietnam afferma che il Vietnam è entrato in una fase di transizione tra capitalismo e socialismo solo dopo che il paese è stato riunificato sotto il partito comunista nel 1976, e la Costituzione della Repubblica di Cuba del 1992 afferma che il ruolo del Partito Comunista è semplicemente quello di "guidare lo sforzo comune verso gli obiettivi e la costruzione del vero socialismo".
Questo punto di vista è contestato dagli stalinisti e dai loro seguaci, che sostengono che il socialismo è stato istituito nell'Unione Sovietica dopo che Iosif Stalin è salito al potere e ha istituito il sistema di piani quinquennali. La Costituzione sovietica del 1936, nota come Legge fondamentale del socialismo vittorioso, incarnava l'affermazione secondo cui erano state gettate le basi del socialismo. Iosif Stalin ha introdotto la teoria del socialismo in un solo paese, sostenendo che il socialismo può essere costruito in un singolo paese, nonostante sia presente in un sistema economico globale di stampo capitalista. Secondo i libri di testo ufficiali, la prima fase del periodo di transizione dal capitalismo al socialismo venne completata negli anni settanta nei paesi socialisti europei (eccetto Polonia e Jugoslavia), in Mongolia e a Cuba. Il prossimo stadio del socialismo sviluppato non sarebbe stato raggiunto fino a quando "l'integrazione economica degli stati socialisti non diventasse un fattore importante del loro progresso economico" e le relazioni sociali fossero state ricostruite su "principi collettivisti". Gli scrittori comunisti accettarono che durante queste prime fasi di costruzione del socialismo, lo scambio di merci sulla base del lavoro socialmente necessario medio incorporato in esse avveniva e comportava la mediazione del denaro. Le economie socialiste pianificate erano sistemi di produzione di merci, ma ciò era diretto in modo consapevole verso i bisogni della gente e non lasciato all '"anarchia del mercato". Nella fase del socialismo sviluppato, "lo stato di dittatura del proletariato si trasforma in uno stato di tutte le persone che riflettono la crescente omogeneità della società" e la "serata fuori dai livelli di sviluppo economico" all'interno e tra i paesi socialisti. Fornirebbe le basi per un ulteriore stadio della società socialista perfezionata, in cui un'abbondanza di beni ha permesso la loro distribuzione in base alle necessità. Solo allora il sistema socialista mondiale potrebbe progredire verso la fase superiore del comunismo.

#### Sistema economico socialista mondiale
Negli anni ottanta, il sistema economico socialista mondiale abbracciava un terzo della popolazione mondiale, ma non generava più del 15% della produzione economica globale. Al suo apice a metà degli anni ottanta, il sistema socialista mondiale comprendeva i seguenti paesi considerati di "orientamento socialista", sebbene non tutti fossero alleati dell'Unione Sovietica: Afghanistan, Albania, Angola, Bulgaria, Cambogia, Cina, Cuba, Cecoslovacchia, Repubblica Democratica Tedesca, Etiopia, Ungheria, Mozambico, Nicaragua, Corea del Nord, Laos, Mongolia, Polonia, Romania, Vietnam, Yemen del Sud, Jugoslavia e Unione Sovietica. Il sistema coesisteva accanto al sistema capitalistico mondiale, ma era fondato sui principi di cooperazione e mutua assistenza piuttosto che sulla concorrenza e sulla rivalità. I paesi coinvolti miravano a uniformare il livello di sviluppo economico e a svolgere un ruolo paritario nella divisione internazionale del lavoro. Un ruolo importante è stato svolto dal Consiglio di mutua assistenza economica o Comecon, un ente internazionale istituito per promuovere lo sviluppo economico. Esso coinvolse attività di pianificazione congiunta, l'istituzione di organismi economici, scientifici e tecnici internazionali e metodi di cooperazione tra agenzie statali e imprese, comprese joint venture e progetti. Accanto al Comecon vi erano la Banca internazionale dello sviluppo (fondata nel 1971) e la Banca internazionale della cooperazione economica (fondata nel 1963) che aveva il suo parallelo nella Banca mondiale e la Banca per gli insediamenti internazionali e il Fondo monetario internazionale nel mondo non socialista.
I compiti principali del Comecon erano il coordinamento del piano, la specializzazione della produzione e il commercio regionale. Nel 1961 il segretario generale del PCUS Nikita Chruščëv avanzò proposte per stabilire un Commonwealth socialista integrato e pianificato centralmente in cui ogni regione geografica specializzasse la produzione in linea con il suo insieme di risorse naturali e umane, in modo da ottimizzare i processi di produzione degli Stati. Il documento risultante, i "Principi di base della divisione socialista internazionale del lavoro" fu adottato alla fine del 1961, nonostante le obiezioni della Romania su alcuni aspetti. I "Principi di base" non furono mai attuati integralmente e furono sostituiti nel 1971 con l'adozione del "Programma globale per l'ulteriore estensione e miglioramento della cooperazione e dello sviluppo dell'integrazione economica socialista". Di conseguenza, sono stati stipulati numerosi accordi di specializzazione tra gli stati membri del Comecon per programmi e progetti di investimento. Il paese importatore si è impegnato a fare affidamento sul paese esportatore per il suo consumo del prodotto in questione. La specializzazione della produzione è avvenuta in ingegneria, automobilistica, chimica, informatica e automazione, telecomunicazioni e biotecnologie. La cooperazione scientifica e tecnica tra gli Stati membri del Comecon è stata facilitata dalla creazione nel 1969 del Centro internazionale di informazione scientifica e tecnica a Mosca.
Il commercio tra gli stati membri del Comecon era diviso in "beni duri" e "beni di consumo". Il primo tipo di beni poteva essere venduto sui mercati mondiali, il secondo no. Prodotti come cibo, prodotti energetici e materie prime tendevano ad essere beni duri e venivano scambiate all'interno dell'area Comecon ai prezzi del mercato mondiale. I manufatti tendevano ad essere beni di consumo e i loro prezzi erano negoziabili e spesso adeguati per bilanciare i flussi di pagamento bilaterali.
Altri paesi con un'affiliazione privilegiata con il Comecon erano Algeria, Benin, Birmania, Congo, Finlandia, Madagascar, Mali, Messico, Nigeria, Seychelles, Siria, Tanzania e Zimbabwe. L'Unione Sovietica ha inoltre fornito un notevole aiuto economico e assistenza tecnica ai paesi in via di sviluppo, tra i più aiutati vi sono Egitto, India, Iraq, Iran, Somalia e Turchia. Ha sostenuto i paesi in via di sviluppo nel chiedere un nuovo ordine economico internazionale e ha appoggiato la Carta delle Nazioni Unite per i diritti e gli obblighi economici adottata dall'Assemblea generale nel 1974.

#### Risultati delle economie pianificate socialista
Nelle descrizioni delle economie socialiste esistenti negli anni '80 all'interno di testi ufficialmente sanzionati, veniva affermato quanto segue:
- L'oppressione di classe era stata completamente sradicata.
- Disoccupazione, fame, povertà, analfabetismo e incertezza sul futuro erano stati eliminati.
- Ogni cittadino aveva il diritto garantito al lavoro, al riposo, all'istruzione, all'assistenza sanitaria, alla dimora e alla sicurezza in età avanzata e al mantenimento in caso di disabilità.
- Gli standard di vita materiali sono in costante aumento e tutti hanno libero accesso alla conoscenza e ai valori della cultura mondiale e nazionale.
- In pratica, ogni cittadino aveva il diritto di prendere parte alla discussione e alla risoluzione di qualsiasi problema nella vita dell'impresa, della regione, della repubblica e del paese in cui viveva, compresi i diritti alla libertà di parola, di riunione e di dimostrazione.[71]

I dati elaborati dalle Nazioni Unite sugli indicatori dello sviluppo umano nei primi anni '90 mostrano chiaramente come le ex economie di stampo socialista pianificate dell'Europa centrale e orientale e della Comunità degli Stati indipendenti (CEE/CSI) abbiano raggiunto un alto livello di sviluppo umano. L'aspettativa di vita nell'area CEE/CSI nel periodo 1985-1990 era di 68 anni, mentre per i paesi dell'Organizzazione per la cooperazione e lo sviluppo economico (OCSE) era di 75 anni. In termini di istruzione, le due aree hanno goduto dell'alfabetizzazione universale per adulti e della completa iscrizione dei bambini nelle scuole primarie e secondarie. Per l'istruzione terziaria, la CEE/CIS aveva 2.600 studenti universitari per 100.000 abitanti, mentre nell'OCSE la cifra era di 3.550 studenti.
Sulle abitazioni, il problema nelle economie pianificate socialiste era rappresentato dall'eccessivo affollamento piuttosto che dai senzatetto. Nell'Unione Sovietica l'area degli alloggi residenziali era di 15,5 metri quadrati a persona entro il 1990 nelle aree urbane, ma il 15% della popolazione era senza alloggio separato e doveva vivere in appartamenti comuni secondo il censimento del 1989. Gli alloggi erano generalmente di buona qualità sia nella regione CEE / CIS che nei paesi OCSE: il 98 e il 99% della popolazione nei paesi OCSE aveva accesso rispettivamente all'acqua potabile e al miglioramento dei servizi igienico-sanitari, rispetto al 93 e all'85 percento nell'area CEE/CSI entro il 1990.
La disoccupazione non esisteva ufficialmente nelle economie socialiste pianificate, sebbene esistessero persone tra un lavoro e una frazione di persone disoccupate a causa di malattie, disabilità o altri problemi, come l'alcolismo. La percentuale di persone che cambiano lavoro era tra il 6 e il 13 percento della forza lavoro all'anno secondo i dati sull'occupazione negli anni settanta e ottanta nell'Europa centrale e orientale e nell'URSS. Scambi di lavoro sono stati stabiliti in URSS nel 1967 per aiutare le imprese a riassegnare i lavoratori e fornire informazioni sui posti di lavoro che erano vacanti.
Nel 1988, il PIL pro capite, misurato in parità del potere d'acquisto in dollari USA, era corrispondente a $ 7.519 in Russia e $ 6.304 per l'URSS. Il reddito più alto invece è stato riscontrato in Slovenia ($ 10.663) ed Estonia ($ 9.078) e il più basso in Albania ($ 1.386) e Tagikistan ($ 2.730). In tutta l'area CEE/CSI, il PIL pro capite è stato stimato in $ 6.162. Questo rispetto agli Stati Uniti con $ 20.651 e $ 16.006 per la Germania nello stesso anno. Per l'area OCSE nel suo complesso il PIL stimato a persona era di $ 14.385. Pertanto, sulla base delle stime del FMI, il reddito nazionale (PIL) per persona nell'area CEE / CIS era il 43% di quello nell'area OCSE.

#### Problemi economici delle economie socialiste pianificate
Dagli anni sessanta in poi, i paesi del Comecon, a partire dalla Germania orientale, hanno tentato strategie di crescita "intensiva", con l'obiettivo di aumentare la produttività del lavoro e al contempo del capitale. Tuttavia, in pratica ciò significa che gli investimenti sono stati spostati verso nuove branche dell'industria, compresi i settori dell'elettronica, dell'informatica, automobilistico e nucleare, lasciando le industrie pesanti tradizionali dipendenti dalle tecnologie più vecchie. Nonostante la retorica sulla modernizzazione, l'innovazione è rimasta debole poiché i manager aziendali hanno preferito la produzione di routine più facile da pianificare. L'embargo sulle esportazioni ad alta tecnologia organizzate attraverso l'accordo CoCom supportato dagli USA ha ostacolato il trasferimento di tecnologia.
In condizioni di "pianificazione tesa", l'economia avrebbe dovuto produrre un volume di produzione superiore alla capacità dichiarata delle imprese. Le imprese hanno dovuto affrontare un vincolo di risorse e accumulare manodopera e altri input ed evitare attività di produzione intermedia in subappalto, preferendo conservare il lavoro internamente. Le imprese nelle economie socialiste pianificate operavano entro un vincolo di bilancio "morbido", a differenza delle imprese nelle economie capitalistiche di mercato che sono vincolate dalla domanda e operano all'interno di vincoli di bilancio "difficili", poiché affrontano il fallimento se i loro costi superano le loro vendite. Poiché tutti i produttori lavoravano in un'economia a risorse limitate, erano costantemente a corto di scorte e le carenze non potevano mai essere eliminate, portando a un'interruzione cronica dei programmi di produzione. L'effetto di questo è stato quello di preservare un alto livello di occupazione.
Poiché l'offerta di beni di consumo non riusciva a eguagliare i redditi in aumento, i risparmi delle famiglie si accumulavano, indicando, nella terminologia economica, "una domanda posticipata". Gli economisti occidentali hanno definito questo " sbalzo monetario " o "inflazione repressa". I prezzi sul mercato nero si sono trovati parecchie volte più elevati rispetto ai punti vendita ufficiali, riflettendo la scarsità e la possibile illegalità della vendita di questi articoli. Pertanto, sebbene il benessere dei consumatori sia stato ridotto dalle carenze, i prezzi pagati dalle famiglie per il loro consumo regolare erano inferiori a quelli che sarebbero stati se i prezzi fossero stati fissati ai livelli di compensazione del mercato.
Nel corso degli anni '80 divenne chiaro che l'area del Comecon si trovava in una condizione di "crisi", sebbene rimase economicamente redditizia e non si prevedeva il collasso. Il "vasto" modello di crescita stava ritardando la crescita della Comecon nel suo complesso. Il calo dei tassi di crescita ha rispecchiato una combinazione di rendimenti decrescenti di accumulazione di capitale e bassa innovazione, nonché inefficienze microeconomiche, che un elevato tasso di risparmio e investimenti non è stato in grado di contrastare. Il Comecon avrebbe dovuto garantire il coordinamento dei piani nazionali, ma non è nemmeno riuscito a sviluppare una metodologia comune per la pianificazione che potrebbe essere adottata dai suoi Stati membri. Poiché ogni stato membro era riluttante a rinunciare all'autosufficienza nazionale, gli sforzi del Comecon per incoraggiare la specializzazione sono stati vanificati. Vi erano pochissime joint venture e quindi pochi trasferimenti e scambi di tecnologia intra-impresa, che nel mondo capitalista veniva spesso intrapreso da società transnazionali.

### Transizione verso le economie di mercato
Dopo lo scioglimento dell'Unione Sovietica e del blocco orientale, molti dei rimanenti stati socialisti che aventi economie centralmente pianificate iniziarono a introdurre riforme che spostarono le loro economie lontano dalla pianificazione centralizzata e più verso un'economia capitalista. Nell'Europa centrale e orientale e in URSS il passaggio da un'economia pianificata a un'economia di mercato è stato accompagnato dalla conversione del modo di produzione socialista in un modo di produzione capitalistico.
La trasformazione dal socialismo al capitalismo ha comportato uno spostamento principalmente politico: dalla democrazia popolare con un "ruolo guida" costituzionalmente radicato per i partiti comunisti e dei lavoratori nella società a una democrazia rappresentativa liberale con una separazione legislativa, autorità esecutive e giudiziarie e centri di potere privato che possono fungere da freno all'attività economica dello stato.
Il Vietnam ha adottato il modello economico dell'economia di mercato orientata al socialismo. Questo sistema economico è un'economia mista costituita da sia da imprese statali, da imprese private, cooperative e individuali coordinate dal meccanismo di mercato. Questo sistema vuole essere una fase di transizione nello sviluppo del socialismo, la cui ultima tappa dovrebbe essere quella del comunismo puro.

#### Economie di transizione
I vari processi di trasformazione di un sistema economico da un'economia pianificata di stampo socialista ad un'economia di mercato capitalista nell'Europa centrale e orientale, nell'ex Unione Sovietica e in Mongolia negli anni novanta hanno comportato una serie di importanti cambiamenti istituzionali. Tra i quali:
- Il controllo sui mezzi di produzione è stato rimosso dallo stato attraverso la privatizzazione e sono stati ristabiliti i diritti di proprietà privata. In diversi paesi la proprietà fu restituita ai suoi ex proprietari o ai loro successori legali. Se la proprietà effettiva non può essere restituita, gli ex proprietari hanno ricevuto un risarcimento. Ciò è avvenuto nella Germania orientale, in Cecoslovacchia, in Ungheria e in Estonia. In tutti i paesi del Commonwealth degli Stati Indipendenti, il governo decise di non procedere al ripristino o al risarcimento sulla base del fatto che era trascorso troppo tempo e che in molti casi il risarcimento era già stato fatto attraverso trattati bilaterali tra l'Unione Sovietica e i governi stranieri in rappresentanza degli ex proprietari.
- Il sistema decisionale è stato decentralizzato attraverso la fine della pianificazione centrale e la privatizzazione delle imprese. I collettivi di lavoro e i sindacati hanno perso gran parte della loro influenza nel processo decisionale delle imprese.
- I mercati sono diventati il meccanismo di coordinamento dominante a seguito della liberalizzazione dei prezzi e del decontrollo del commercio estero che ha consentito l'importazione di merci più o meno senza restrizioni nel 1990/92. Le code nei punti vendita sono scomparse così come gli accumuli accumulati nelle fabbriche. Le borse sono state istituite tra il 1990 e il 1995. È stata introdotta la legislazione anti-monopolio.[84] Man mano che i lavoratori perdevano il lavoro o trovavano i loro salari non pagati, i mercati del lavoro informale sorsero lungo alcune strade, in particolare per i lavori di costruzione.[85]
- Il sistema di incentivazione è stato modificato dalla legalizzazione dell'impresa privata e dall'alterazione delle leggi sul lavoro. Si è sviluppata una grande sfera informale che comprende dal 21 al 30 percento dei calcoli ufficiali del PIL.[86]
- Le forme organizzative prevalenti nelle economie socialiste pianificate sono state ristrutturate rompendo le preoccupazioni industriali e agricole integrate verticalmente e chiudendo le imprese non vitali. L'indurimento dei vincoli di bilancio delle imprese è stato più significativo nel guidare la ristrutturazione industriale rispetto alla privatizzazione secondo alcuni studi.[87]
- Il sistema di distribuzione divenne più diseguale man mano che i controlli sui prezzi delle necessità venivano rimossi alimentando la crescita della povertà tra le persone con redditi fissi come pensionati e disoccupati. Le misure redistributive attraverso le reti fiscali e di sicurezza sociale si sono dimostrate incapaci di contrastare la crescita della povertà e, dall'altro lato della scala dei redditi, l'emergere di una ricca élite commerciale (vedi anche oligarca delle imprese).
- Il meccanismo di scelta del pubblico è stato revisionato per revocare il ruolo guida del partito comunista e introdurre una costituzione liberale che rafforza i diritti civili e la democrazia rappresentativa in quasi tutte le economie in transizione ad eccezione di Bielorussia, Turkmenistan e Uzbekistan.

#### Repubblica Popolare Cinese
Negli ultimi decenni, la Cina ha aperto la sua economia agli investimenti esteri e al commercio basato sul mercato e ha continuato a registrare una forte crescita economica. Ha gestito con cura la transizione da un'economia pianificata socialista a un'economia di mercato, ufficialmente definita economia di mercato delle materie prime socialista, la quale è stata paragonata al capitalismo di stato da una serie di notabili osservatori esterni.
L'attuale sistema economico cinese è caratterizzato dalla proprietà statale unita a un forte settore privato, dato evidente considerando che le imprese di proprietà privata generano circa il 33% (People's Daily Online 2005) a oltre il 50% del PIL nel 2005, con un articolo di BusinessWeek stimando il 70% del PIL, una cifra che potrebbe essere ancora maggiore considerando il sistema di Chengbao. Alcuni osservatori occidentali osservano che il settore privato è addirittura sottostimato dai funzionari statali nel calcolo del PIL a causa della diffusa propensione a ignorare le piccole imprese private. La maggior parte dei settori dell'economia statale e privata sono regolati da pratiche di libero mercato, inclusa una borsa per la negoziazione di azioni.
Il settore statale è concentrato nelle altezze dominanti dell'economia con un settore privato in continua crescita impegnato principalmente nella produzione di merci e nell'industria leggera. La pianificazione centralizzata delle direttive basata su requisiti di produzione obbligatori e quote di produzione è stata sostituita dai meccanismi del libero mercato per la maggior parte dell'economia e la pianificazione delle direttive è utilizzata in alcune grandi industrie statali. Una grande differenza rispetto alla vecchia economia pianificata consiste nella privatizzazione delle istituzioni statali. Ben 150 imprese statali rimangono e riferiscono direttamente al governo centrale, la maggior parte delle quali ha un certo numero di filiali.
Questo tipo di sistema economico è difeso da una prospettiva di stampo marxista-leninista che afferma che un'economia pianificata socialista può essere possibile solo dopo aver prima stabilito la necessaria economia di mercato globale delle materie prime, lasciandola completamente sviluppare fino a esaurire il suo stadio storico e trasformarsi gradualmente in un'economia pianificata. I sostenitori di questo modello si distinguono dai socialisti del mercato che credono che la pianificazione economica non sia raggiungibile

#### Cuba
La Repubblica di Cuba sotto la guida di Raul Castro ha iniziato dal 2006 a incoraggiare le cooperative, la proprietà dei lavoratori e il lavoro autonomo con lo scopo di ridurre il ruolo centrale dell'impresa statale e la gestione dello stato all'interno dell'economia, con l'obiettivo di costruire una forma di socialismo "più profonda" o più cooperativa. Nel 2018 c'erano 429 cooperative a Cuba, molte delle quali erano precedentemente imprese gestite dallo stato.

#### Vietnam
La Repubblica Socialista del Vietnam ha seguito in ambito economico un percorso composto da riforme economiche molto simili alla Cina, anche se in modo meno intenso, determinando un'economia di mercato orientata al socialismo, un'economia mista in cui lo stato svolge un ruolo dominante e preponderante destinato a essere però una fase di transizione nel processo di creazione di un'economia socialista.

### Economie miste socialdemocratiche
Molti dei paesi industrializzati dell'Europa occidentale hanno sperimentato alcune forme di economie miste socialdemocratiche. Ad esempio la Gran Bretagna (economia mista con politiche di welfare state) dal 1945 al 1979, la Francia (capitalismo di stato e pianificazione indicativa) dal 1945 al 1982, la Svezia (Stato sociale socialdemocratico, cosiddetto modello svedese) e la Norvegia (economia mista socialdemocratica statale) ad oggi. Possono in realtà anche considerarsi esperimenti socialdemocratici, perché mantengono universalmente un'economia basata sui salari, proprietà privata e controllo dei mezzi decisivi di produzione.
Tuttavia, questi paesi dell'Europa occidentale hanno cercato di ristrutturare le loro economie lontano da un modello capitalista puramente privato. Le differenze variano tra i paesi socialdemocratici, come ad esempio in Svezia, un'economia mista dove un importante percentuale del PIL deriva dal settore statale, o come in Norvegia, che si colloca tra i paesi più alti in termini di qualità della vita e le pari opportunità per tutti i suoi cittadini. Elementi di questi sforzi persistono in tutta Europa. Le principali caratteristiche sono:
- Nazionalizzazione di settori chiave, quali miniere, petrolio, acciaio, energia e trasporti. Un modello comune è che un settore venga rilevato dallo stato e quindi una o più società di proprietà pubblica istituite per la sua gestione quotidiana. I vantaggi della nazionalizzazione includono: la capacità dello stato di dirigere gli investimenti nelle industrie chiave, la distribuzione dei profitti statali dalle industrie nazionalizzate per il bene nazionale complessivo, la capacità di indirizzare i produttori verso obiettivi sociali piuttosto che di mercato, un maggiore controllo delle industrie da e per i lavoratori e i benefici e gli oneri della ricerca e dello sviluppo finanziati con fondi pubblici sono estesi alla popolazione più ampia.
- Ridistribuzione della ricchezza, attraverso politiche fiscali e di spesa che mirano a ridurre le disparità economiche. Le socialdemocrazie in genere impiegano varie forme di tassazione progressiva in materia di salari e reddito da impresa, ricchezza, eredità, plusvalenze e proprietà. Per quanto riguarda la spesa, una serie di politiche sociali offre in genere libero accesso a servizi pubblici come istruzione, assistenza sanitaria e assistenza all'infanzia, mentre è anche comune l'accesso sovvenzionato a abitazioni, cibo, prodotti farmaceutici, approvvigionamento idrico, gestione dei rifiuti ed elettricità.
- Regimi di sicurezza sociale in cui i lavoratori contribuiscono a un programma obbligatorio di assicurazione pubblica. L'assicurazione include in genere disposizioni monetarie per pensioni di vecchiaia e prestazioni di reversibilità, invalidità permanente e temporanea, disoccupazione e congedo parentale. A differenza delle assicurazioni private, i sistemi governativi si basano su statuti pubblici e non su contratti, pertanto contributi e benefici possono cambiare nel tempo e sono basati sulla solidarietà tra i partecipanti. Il finanziamento viene effettuato su base continuativa, senza relazione diretta con le passività future.
- Salari minimi, protezione dell'occupazione e diritti di riconoscimento sindacale a beneficio dei lavoratori. Gli obiettivi di queste politiche sono garantire salari di sussistenza e contribuire a produrre la piena occupazione. Esistono diversi modelli di protezione sindacale che si sono evoluti, ma tutti garantiscono il diritto dei lavoratori di formare sindacati, negoziare benefici e partecipare agli scioperi. La Germania, ad esempio, nominò rappresentanti sindacali ad alti livelli in tutte le società e ebbe molte meno lotte industriali rispetto al Regno Unito, le cui leggi incoraggiarono gli scioperi piuttosto che i negoziati.
- Pianificazione nazionale per lo sviluppo industriale.
- Gestione della domanda in modo keynesiano per contribuire a garantire la crescita economica e l'occupazione.

### Capitalismo di Stato
In paesi che sono stati influenzati da partiti politici socialisti eletti e dalle loro riforme economiche si sono avute varie economie capitaliste statali, ossia grandi imprese commerciali statali che operano secondo le leggi del capitalismo e perseguono profitti. Sebbene queste politiche e riforme non hanno cambiato l'aspetto fondamentale del capitalismo e gli elementi non socialisti all'interno di questi paesi hanno sostenuto o spesso attuato molte di queste riforme, il risultato è stato un insieme di istituzioni economiche che sono state almeno in parte influenzate da un'ideologia di stampo socialista.

#### India
A seguito dell'indipendenza ottenuta dalla Gran Bretagna, l'India ha adottato in economia un approccio di ispirazione socialista. Come altri paesi nel corso di una transizione democratica verso un'economia mista, non ha abolito la proprietà privata nel capitale. L'India ha nazionalizzato varie grandi aziende condotte da individui privati, creando imprese statali e ridistribuendo il reddito attraverso la tassazione progressiva in un modo simile alle nazioni socialdemocratiche dell'Europa occidentale che alle economie pianificate come l'Unione Sovietica o la Cina. Oggi, l'India è caratterizzata da un'economia che combina la pianificazione economica con il libero mercato. Inoltre, sono stati adottati una serie di ampi piani quinquennali.

#### Norvegia
Il moderno capitalismo di stato norvegese appoggia le sue origini nella proprietà pubblica delle grandi riserve petrolifere del paese e nelle riforme socialdemocratiche del secondo dopoguerra. Il governo norvegese detiene un significante numero di azioni in molte delle maggiori società quotate nel mercato del paese che detengono il 37% del mercato azionario di Oslo. Il governo gestisce anche un fondo sovrano, il fondo pensionistico governativo della Norvegia.

#### Singapore
Singapore ha perseguito un modello di sviluppo economico guidato dallo stato nell'ambito del Partito d'Azione Popolare, che inizialmente ha adottato un approccio leninista alla politica e un ampio modello di stampo socialista per lo sviluppo economico. Il PAP era inizialmente membro dell'Internazionale socialista. L'economia di Singapore è dominata da imprese statali e società legate al governo attraverso Temasek Holdings, che generano il 60% del PIL di Singapore.
Lo stato inoltre, offre massicci alloggi pubblici, istruzione gratuita, servizi sanitari e ricreativi, nonché trasporti ogni tipo di trasporto pubblico. Oggi Singapore è caratterizzata da un'economia capitalista di stato che combina la pianificazione economica con il libero mercato. Se è vero che le società collegate al governo hanno generato la maggior parte del PIL di Singapore, quella che già era una moderata pianificazione statale nell'economia negli ultimi decenni è stata ulteriormente ridotta.

#### Taiwan
L'economia di Taiwan è stata classificata come un sistema capitalista di stato che però ha subito influenze dal modello politico leninista (alcuni economisti di Taiwan si riferiscono al modello di economia di Taiwan come capitalismo di stato-partito), un'eredità che continua a persistere tutt'oggi nel processo decisionale dello Stato. L'economia di Taiwan comprende una serie di importanti imprese statali, ma il ruolo dello stato di Taiwan nell'economia si è molto ridotto a seguito dell'agenda di democratizzazione della fine degli anni ottanta.

### Comune di Parigi
La Comune di Parigi venne considerata da Karl Marx una modalità prototipo di organizzazione economica e politica per una futura società socialista. La proprietà privata nei mezzi di produzione è stata abolita in modo che gli individui e le associazioni cooperative di produttori possedessero i mezzi di produzione e introdussero misure democratiche in cui i funzionari eletti non ricevevano più compensi rispetto al lavoratore medio e potevano essere richiamati in qualsiasi momento.

### Proprietà sociale e produzione peer-to-peer
Vi sono varie forme di organizzazione socialista basate sul processo decisionale cooperativo, la democrazia sul posto di lavoro e in alcuni casi, la produzione direttamente per l'uso, sono per esempio esistite all'interno del modo di produzione capitalistico dalla Comune di Parigi. Forme innovative di assetti socialisti hanno iniziato a prendere forma verso la fine del XX secolo con l'avanzamento e lo sviluppo di Internet e di altri strumenti che permetto la messa di atto di un processo decisionale collaborativo.
Michel Bauwens identifica l'emergere del movimento del software aperto e della produzione peer-to-peer come un modo di produzione alternativo e innovativo rispetto all'economia capitalista.
La produzione peer basata su Commons coinvolge nella maggior parte dei casi sviluppatori che producono beni e servizi senza l'obiettivo di trarne direttamente profitto, ma contribuiscono liberamente a un progetto basato su un pool comune di risorse e codice software. La produzione viene così eseguita direttamente per l'uso: il software viene prodotto esclusivamente per il loro valore d'uso.
Wikipedia stessa, essendo basata sulla collaborazione, sulla cooperazione e su individui liberamente associati, è stata citata come modello per il funzionamento del socialismo.

#### Repubblica Federale Socialista di Jugoslavia
La Repubblica Socialista Federale di Jugoslavia ha perseguito un'economia socialista fondata interamente sull'autogestione. Anziché implementare un'economia pianificata centralmente, lo Stato ha deciso di sviluppare un sistema socialista di mercato in cui le imprese erano di proprietà sociale, ossia società corporative piuttosto che di proprietà pubblica dello stato. In questo sistema, la gestione è stata pianificata dagli stessi lavoratori delle imprese e in seguito è stata organizzata secondo la teoria del lavoro associato di Edvard Kardelj.

#### Imprese autogestite
La Mondragon Corporation, è una federazione di cooperative nella regione basca della Spagna, la quale si organizza come un'impresa di proprietà e di gestione dei dipendenti. Metodo simili di gestione decentralizzata, che abbracciano la cooperazione e la collaborazione al posto delle tradizionali strutture di gestione gerarchica, sono stati adottati da varie altre società private come Cisco Systems. Mentre Mondragon è di proprietà pubblica, Cisco rimane di proprietà privata. Nonostante il metodo di autogestione le imprese di proprietà dei dipendenti operano all'interno del più ampio contesto capitalista. Ciò le porta ad essere soggette all'accumulo di capitale e al meccanismo di perdita dei profitti.

### Spagna anarchica
In Spagna, il sindacato nazionale anarco-sindacalista noto come Confederación Nacional del Trabajo inizialmente si rifiutò di unirsi a un'alleanza elettorale e l'astensione dei sostenitori della CNT portò a una vittoria elettorale della destra. Ma nel 1936, la CNT cambiò radicalmente la sua politica e i voti anarchici aiutarono a riportare al potere il fronte popolare. Alcuni mesi dopo, l'ex classe dirigente rispose con un tentativo di colpo di Stato che causò la guerra civile spagnola (1936-1939). In risposta alla ribellione dell'esercito, un movimento di contadini e operai di ispirazione anarchica, sostenuto da milizie armate, prese il controllo della città di Barcellona e di vaste aree della Spagna rurale dove vennero effettuati vari esperimenti di collettivizzazione della terra. Ma anche prima della vittoria fascista nel 1939, gli anarchici stavano perdendo terreno in un'aspra lotta con gli stalinisti, che controllavano la distribuzione degli aiuti militari alla causa repubblicana dall'Unione Sovietica. La serie di eventi come la Rivoluzione spagnola comportò una rivoluzione sociale dei lavoratori che ebbe inizio durante lo scoppio della guerra civile spagnola nel 1936, ciò portò all'ampia attuazione dei principi organizzativi socialisti anarchici e più ampiamente libertari in varie parti del paese per due o tre anni, principalmente Catalogna, Aragona, Andalusia e parti del Levante. Gran parte dell'economia spagnola venne posta sotto il controllo diretto dei lavoratori; nelle roccaforti anarchiche come la Catalogna, la percentuale era di circa il 75%, percentuale che diveniva inferiore nelle aree con una forte influenza del Partito Comunista di Spagna, poiché esso resisteva attivamente ai tentativi di promulgazione della collettivizzazione. Le fabbriche venivano gestite attraverso i comitati dei lavoratori, le aree agricole venivano collettivizzate e gestite come comuni libertari.

## Critiche
La critica all'economia socialista proviene dagli economisti di mercato, tra cui troviamo i classici, i neoclassici e gli austriaci, nonché addirittura da alcuni economisti anarchici. Inoltre, alcune teorie economiche socialiste sono criticate dagli stessi socialisti. Ad esempio, gli economisti socialisti, mutualisti e socialisti libertari criticano la pianificazione economica centralizzata e propongono l'economia partecipativa assieme al socialismo decentralizzato.
La critiche degli economisti di mercato sul socialismo si concentrano sull'eliminazione del libero mercato e dei suoi segnali di prezzo, che considerano necessari per un calcolo economico razionale e ottimale. Inoltre, viene anche preso in considerazione anche il fatto che vada a causare una mancanza di incentivi. Credono che questi problemi portino ad un ritmo più lento di progresso tecnologico e ad un più lento tasso di crescita del PIL.
Gli economisti appartenenti alla scuola austriaca, come Friedrich Hayek e Ludwig Von Mises, hanno sostenuto che l'eliminazione della proprietà privata dei mezzi di produzione andrebbe sicuramente a creare condizioni economiche peggiori per la popolazione in generale rispetto a quelle che si troverebbero nelle economie di mercato. Le loro tesi vertono sul fatto che senza i segnali di prezzo del mercato, sarebbe impossibile trovare il modo per calcolare razionalmente come allocare in modo ottimale ed efficiente qualsiasi tipo di risorsa. Mises ha definito questo fenomeno come problema del calcolo economico. L'economista polacco Oskar Lange e Abba Lerner hanno risposto all'argomento di Mises sviluppando il modello Lange durante il dibattito sul calcolo economico. Il modello di Lange sostiene invece che un'economia in cui la totalità della produzione viene eseguita dallo stato, e quindi dove esiste un meccanismo di prezzi funzionante, ha proprietà simili a un'economia di mercato in perfetta concorrenza, in quanto raggiunge l'efficienza di Pareto.
Nella visione neoclassica si sostiene che vi sia una mancanza di incentivi. Si sostiene anche che non vi sia, come sostenuto da altri una mancanza di informazioni in un'economia pianificata. Sostengono che all'interno di un'economia pianificata socialista manca l'incentivo ad agire sull'informazione. Pertanto, l'elemento cruciale mancante non è tanto l'informazione come sosteneva la scuola austriaca, quanto la motivazione ad agire sull'informazione.